# 吉村駿一
吉村 駿一（よしむら しゅんいち、1944年 - ）は、日本の弁護士。吉村駿一法律事務所代表。群馬県北群馬郡吉岡町出身。

## 来歴・人物
渋川高等学校卒業、中央大学法学部卒業。司法修習後、横浜合同法律事務所勤務を経て、1973年に吉村駿法律事務所を設立。1991年の群馬県知事選挙に日本共産党推薦で立候補するが落選。その後、1995年・1999年・2003年・2007年と連続して立候補しているがいずれも落選している。
2004年、「写真屋さん45訴訟」で原告代理人を務め、原告勝訴を勝ち取った。
全国人権連副議長、群馬弁護士会副会長、安保破棄諸要求貫徹群馬県実行委員会委員長などの要職を歴任している。